# Ernest Lawrence
Ernest Orlando Lawrence (Canton, 8 de agosto de 1901 — Palo Alto, 27 de agosto de 1958) foi um cientista nuclear americano, que recebeu o prêmio Nobel de Física de 1939 por sua invenção do cíclotron, um tipo de acelerador de partículas. Também é conhecido por seu trabalho na separação de isótopos de urânio para o Projeto Manhattan, e por fundar o Laboratório Nacional de Berkeley e o Laboratório Nacional de Livermore.
Formado pela Universidade da Dakota do Sul e Universidade de Minnesota, Lawrence completou um grau de doutorado em física na Universidade Yale em 1925. Em 1928 foi contratado como professor associado de física na Universidade da Califórnia em Berkeley, tornando-se seu mais jovem professor titular dois anos depois. Em uma noite em sua biblioteca, ficou intrigado com um diagrama de um acelerador que produzia partículas de alta energia. Contemplou como isso poderia ser feito de forma compacta, e apresentou a ideia para uma câmara de aceleração circular entre os pólos de um eletroímã. O resultado disso foi o primeiro cíclotron.
Passou a construir uma série de cíclotrons cada vez maiores e mais caros. Seu Laboratório de Radiação tornou-se um departamento oficial da Universidade da Califórnia em 1936, com Lawrence como seu diretor. Durante a Segunda Guerra Mundial, desenvolveu a separação isotópica eletromagnética no Laboratório de Radiação. Usava dispositivos conhecidos como calutrons, um híbrido do espectrômetro de massa padrão de laboratório e um cíclotron. Uma enorme planta de separação electromagnética foi construída em Oak Ridge, Tennessee, que veio a ser chamada Y-12. O processo era ineficiente, mas funcionou.
Depois da guerra, Lawrence fez campanha extensivamente para o patrocínio do governo de grandes programas científicos, e era um defensor vigoroso do "Big Science", com suas exigências de grandes máquinas e dinheiro. Apoiou fortemente a campanha de Edward Teller por um segundo laboratório de armas nucleares, que desejava que ficasse localizado em Livermore, Califórnia. Após sua morte, os Regentes da Universidade da Califórnia rebatizaram o Laboratório Nacional de Lawrence Livermore e Laboratório Nacional de Lawrence Berkeley, em sua homenagem. O elemento químico de número 103 foi nomeado Laurêncio em sua honra depois de sua descoberta em Berkeley, em 1961.

## Infância
Ernest Orlando Lawrence nasceu em Canton, Dakota do Sul, em 8 de agosto de 1901. Seus pais, Carl Gustavus e Gunda (nascida Jacobson) Lawrence, eram ambos descendentes de imigrantes noruegueses que se conheceram enquanto lecionavam na escola secundária em Canton, onde seu pai também era o superintendente escolar. Tinha um irmão mais novo, John H. Lawrence, que se tornaria um médico, e foi pioneiro no campo da medicina nuclear. Em seu crescimento, seu melhor amigo era Merle Antony Tuve, que também viria a se tornar um físico nuclear altamente realizado.
Lawrence frequentou as escolas públicas de Canton e Pierre, em seguida, matriculou-se na St. Olaf College, em Northfield, Minnesota, mas transferiu-se depois de um ano para a Universidade da Dakota do Sul em Vermillion. Completou um bacharelado em química, em 1922, e seu grau de mestre em artes (Masters of Arts; M.A.) em física pela Universidade de Minnesota, em 1923, sob a orientação de William Francis Gray Swann. Para sua dissertação de mestrado, Lawrence construiu um aparato experimental que girava um elipsoide através de um campo magnético.
Lawrence seguiu Swann na Universidade de Chicago, e depois foi para a Universidade Yale em New Haven, Connecticut, onde completou seu grau de doutorado (Ph.D.) em física em 1925 como um Sloane Fellow, escrevendo sua tese de doutorado sobre o efeito fotoelétrico em vapor de potássio. Foi eleito membro da Sigma Xi, e, por recomendação de Swann, recebeu uma bolsa do Conselho Nacional de Pesquisa. Em vez de usá-lo para viajar para a Europa, permaneceu na Universidade Yale com seu orientador como pesquisador. Com Jesse Beams da Universidade de Virgínia, continuou a pesquisar o efeito fotoelétrico. Mostraram que fotoelétrons aparecem dentro de 2 x 10−9 segundos dos fótons que atingem a superfície fotoelétrica — próxima do limite de medição no tempo. Ao reduzir o tempo de emissão, alternando a fonte de luz e desligando-a rapidamente, o espectro de energia emitido tornou-se mais amplo, em conformidade com o princípio da incerteza de Werner Heisenberg.

## Início de carreira
Lawrence recebeu ofertas como professor assistente da Universidade de Washington em Seattle e da Universidade da Califórnia, com um salário de 3 500 dólares por ano. Yale prontamente combinou a oferta do cargo de professor assistente, mas com um salário de 3 000 dólares. Escolheu ficar na mais prestigiada Yale, mas porque nunca tinha sido um instrutor, a nomeação foi ressentida por alguns de seus colegas do corpo docente, e aos olhos de muitos, ainda não compensava sua origem de imigrante da Dakota do Sul.
Em 1928, Lawrence foi contratado como professor associado de física na Universidade da Califórnia, e dois anos mais tarde se tornou um professor titular, tornando-se o mais jovem professor da universidade. Robert Gordon Sproul, que se tornou presidente da universidade no dia após Lawrence tornar-se professor, era um membro do Bohemian Club, e patrocinou sua adesão em 1932. Através deste clube, conheceu William Henry Crocker, Edwin Pauley, e John Francis Neylan. Eram homens influentes que o ajudaram a obter dinheiro para suas investigações de partículas energéticas nucleares. Havia grande esperança para usos médicos por vir a partir do desenvolvimento da física de partículas, e isso levou a grande parte do financiamento inicial para os avanços que Lawrence pudesse obter.
Enquanto na Universidade Yale, Lawrence conheceu Mary Kimberly "Molly" Blumer, a mais velha de quatro filhas de George Blumer, o reitor da Yale School of Medicine. Se encontraram pela primeira vez em 1926 e ficaram noivos em 1931, e se casaram em 14 de maio de 1932, na Trinity Church on the Green, em New Haven, Connecticut. Tiveram seis filhos: Eric, Margaret, Mary, Robert, Barbara, e Susan. Lawrence chamou seu filho de Robert em homenagem ao físico teórico Robert Oppenheimer, seu amigo mais próximo, em Berkeley. Em 1941, a irmã de Molly, Elsie, casou-se com Edwin McMillan, que viria a ganhar o prêmio Nobel de Química de 1951.

## Desenvolvimento do cíclotron

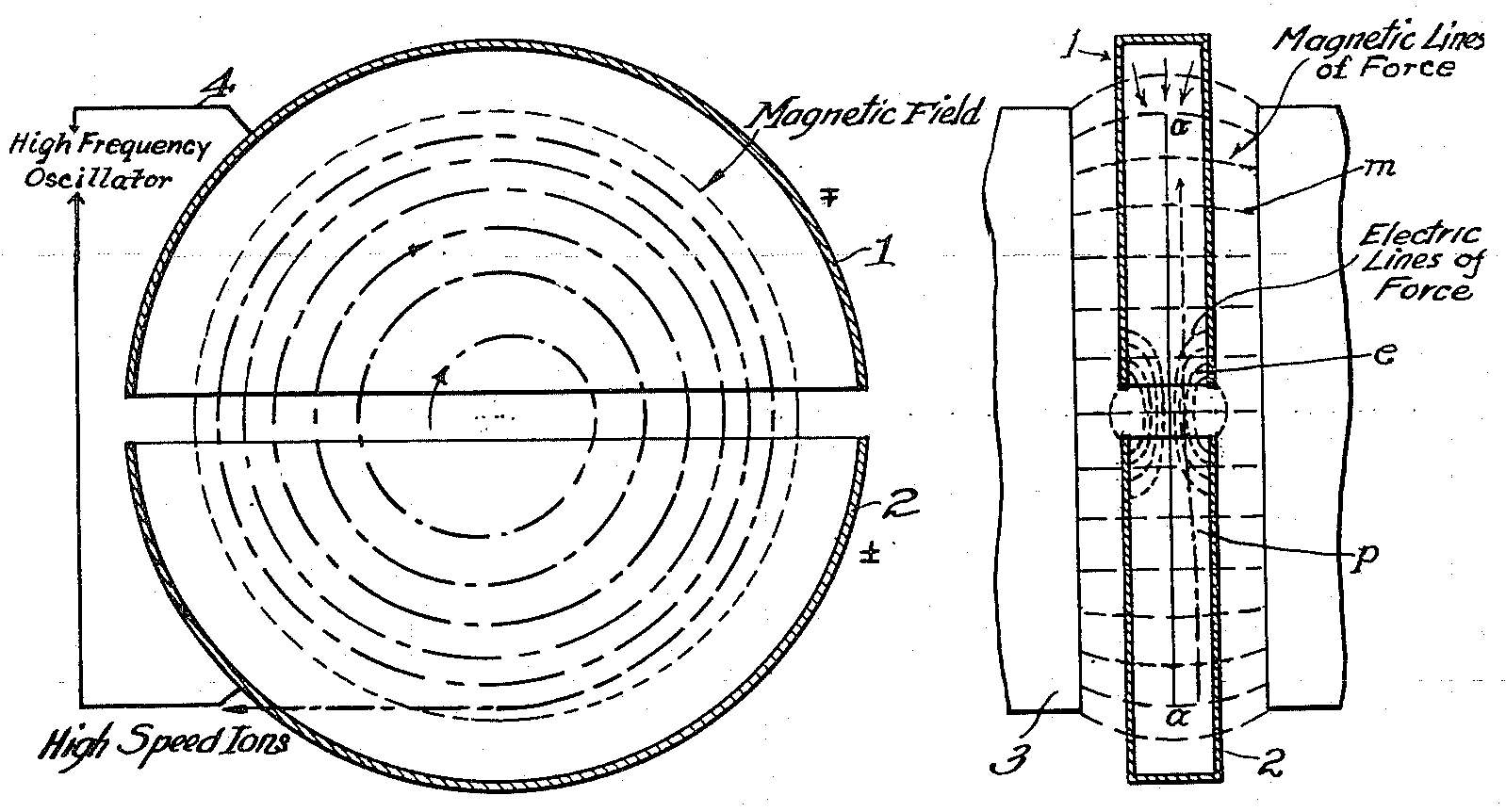
Esquema de funcionamento do cíclotron patenteado por Lawrence, em 1934.

A invenção que lhe trouxe fama internacional começou como um esboço em um pedaço de um guardanapo de papel. Enquanto estava sentado na biblioteca uma noite, olhou um artigo de jornal escrito por Rolf Widerøe, e ficou intrigado com um dos diagramas. Este mostrava um dispositivo que produzia partículas de alta energia necessárias para a desintegração atômica por meio de uma sucessão de pequenos "empurrões". O dispositivo representado foi projetado em uma linha reta usando eletrodos cada vez mais longos. Na época, os físicos estavam começando a explorar o núcleo atômico. Em 1919, o físico neozelandês Ernest Rutherford tinha disparado partículas alfa em nitrogênio e tinha conseguido bater prótons fora de alguns dos núcleos. Mas núcleos têm uma carga positiva que repele outros núcleos carregados positivamente, e estão unidos firmemente por uma força que os físicos só estavam apenas começando a entender. Para separá-los, para desintegrá-los, exigiria energias muito mais elevadas, na casa dos milhões de volts.
Lawrence viu que tal acelerador de partículas em breve tornaria-se demasiadamente longo e pesado para seu laboratório universitário. Ao ponderar uma maneira de fazer o acelerador mais compacto, Lawrence decidiu criar uma câmara de aceleração circular entre os pólos de um eletroímã. O campo magnético iria manter os prótons carregados em um caminho em espiral como foram acelerados entre apenas dois eletrodos semicirculares ligados a um potencial alternado. Depois de mais ou menos uma centena de voltas, os prótons impactariam o alvo como um feixe de partículas de alta energia. Lawrence animadamente disse a seus colegas que havia descoberto um método para a obtenção de partículas de energia muito altas sem o uso de qualquer alta tensão. Inicialmente trabalhou com Niels Edlefsen. Seu primeiro cíclotron era feito de latão, arame e lacre e tinha apenas 4 polegadas (10 centímetros) de diâmetro — poderia literalmente ser segurado em uma mão, e, provavelmente, custava 25 dólares ao todo.
O que Lawrence precisava para desenvolver a ideia era pós-graduandos capazes de fazer o trabalho. Edlefsen deixou de assumir um cargo de professor assistente, em setembro de 1930, e Lawrence o substituiu por Milton Stanley Livingston e David H. Sloan, com quem começou a trabalhar no desenvolvimento do acelerador de Widerøe e o cícloton de Edlefsen, respectivamente. Ambos tinham o seu próprio apoio financeiro. Ambos os projetos se mostraram práticos, e até maio de 1931, o acelerador linear de Sloan foi capaz de acelerar os íons a 1 MeV. Livingston teve um desafio técnico maior, mas quando aplicou 1 800 V ao seu cíclotron de 11 polegadas em 2 de janeiro de 1931, pegou 80 000 elétron-volts prótons girando ao redor. Uma semana depois tinha 1,22 MeV com 3 000 V, mais do que suficiente para a sua tese de doutorado sobre sua construção.

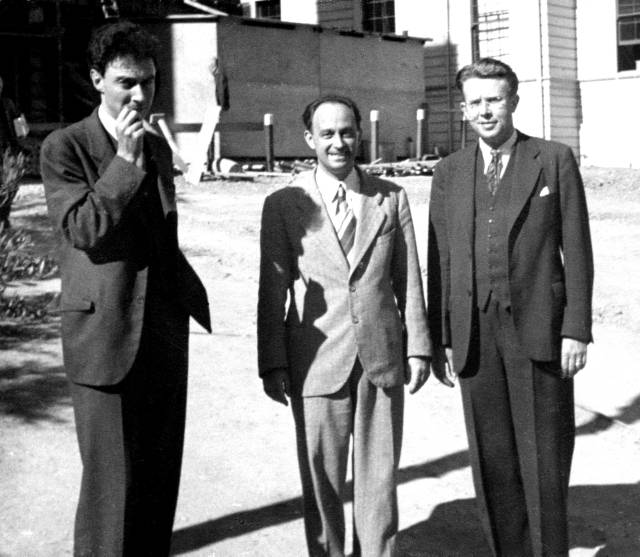
Oppenheimer, Fermi, e Lawrence.

No que se tornaria um padrão recorrente, assim que houve o primeiro sinal de sucesso, Lawrence começou a planejar uma nova máquina, maior. Com Livingston elaborou um projeto para um cícloton de 27 polegadas (69 centímetros) no início de 1932. O ímã de 800 dólares para o cícloton de 11 polegadas pesava 2 toneladas, mas Lawrence encontrou 80 toneladas maciças de ímã enferrujado em um ferro-velho de Palo Alto para o de 27 polegadas que tinha sido originalmente construído durante a Primeira Guerra Mundial para alimentar uma ligação de rádio transatlântica. Com o cíclotron, tinha um poderoso instrumento científico, mas isso não se transformou em descoberta científica. Em abril de 1932, John Cockcroft e Ernest Walton no Laboratório Cavendish na Inglaterra anunciaram que tinham bombardeado lítio com prótons e conseguiram transmutar-lo em hélio. A energia necessária acabou sendo bastante baixa — bem dentro da capacidade do cíclotron de 11 polegadas. Ao saber sobre isso, Lawrence enviou um fio para Berkeley e pediu a Cockcroft e Walton os resultados a serem verificados. A equipe levou até setembro para fazê-lo, principalmente devido à falta de aparelhos de detecção adequados.
Apesar de importantes descobertas continuarem fugindo de seu Laboratório de Radiação, principalmente devido a seu foco no desenvolvimento do cíclotron, em vez de seu uso científico, através de suas máquinas cada vez maiores, Lawrence era capaz de fornecer equipamentos cruciais necessários para experimentos em física de altas energias. Em torno deste dispositivo, construiu o que se tornaria o laboratório mais importante do mundo para o novo campo de pesquisa em física nuclear na década de 1930. Recebeu uma patente do cíclotron em 1934, que atribuiu à Research Corporation, uma fundação privada que financiou grande parte do trabalho inicial de Lawrence. Em fevereiro de 1936, o presidente da Universidade Harvard, James B. Conant, fez ofertas atraentes para Lawrence e Oppenheimer. O presidente da Universidade da Califórnia, Robert Gordon Sproul, respondeu por melhorar as condições. O Laboratório de Radiação tornou-se um departamento oficial da Universidade da Califórnia, em 1° de julho de 1936, com Lawrence nomeado formalmente o seu diretor, com um assistente de direção em tempo integral, e a Universidade concordou em liberar 20 000 dólares por ano disponíveis para suas atividades de pesquisa.
Usando um novo cíclotron de 27 polegadas, a equipe em Berkeley descobriu que cada elemento que bombardeavam com deutério recentemente descoberto emitia energia, e no mesmo intervalo. Postularam portanto a existência de uma nova e até agora desconhecida partícula, e uma possível fonte de energia ilimitada. William Laurence, do The New York Times, descreveu Lawrence como "um novo milagreiro da ciência". A convite de Cockroft, foi convidado para a Conferência de Solvay na Bélgica. Este era um encontro regular dos maiores físicos do mundo. Quase todos eram da Europa, mas, ocasionalmente, um cientista americano notável como Robert Andrews Millikan ou Arthur Holly Compton eram convidados a participar. Lawrence foi convidado para fazer uma apresentação sobre o cíclotron. Lawrence correu para o ceticismo fulminante de James Chadwick, que sugeriu que o que sua equipe estava observando era a contaminação de seu aparelho.

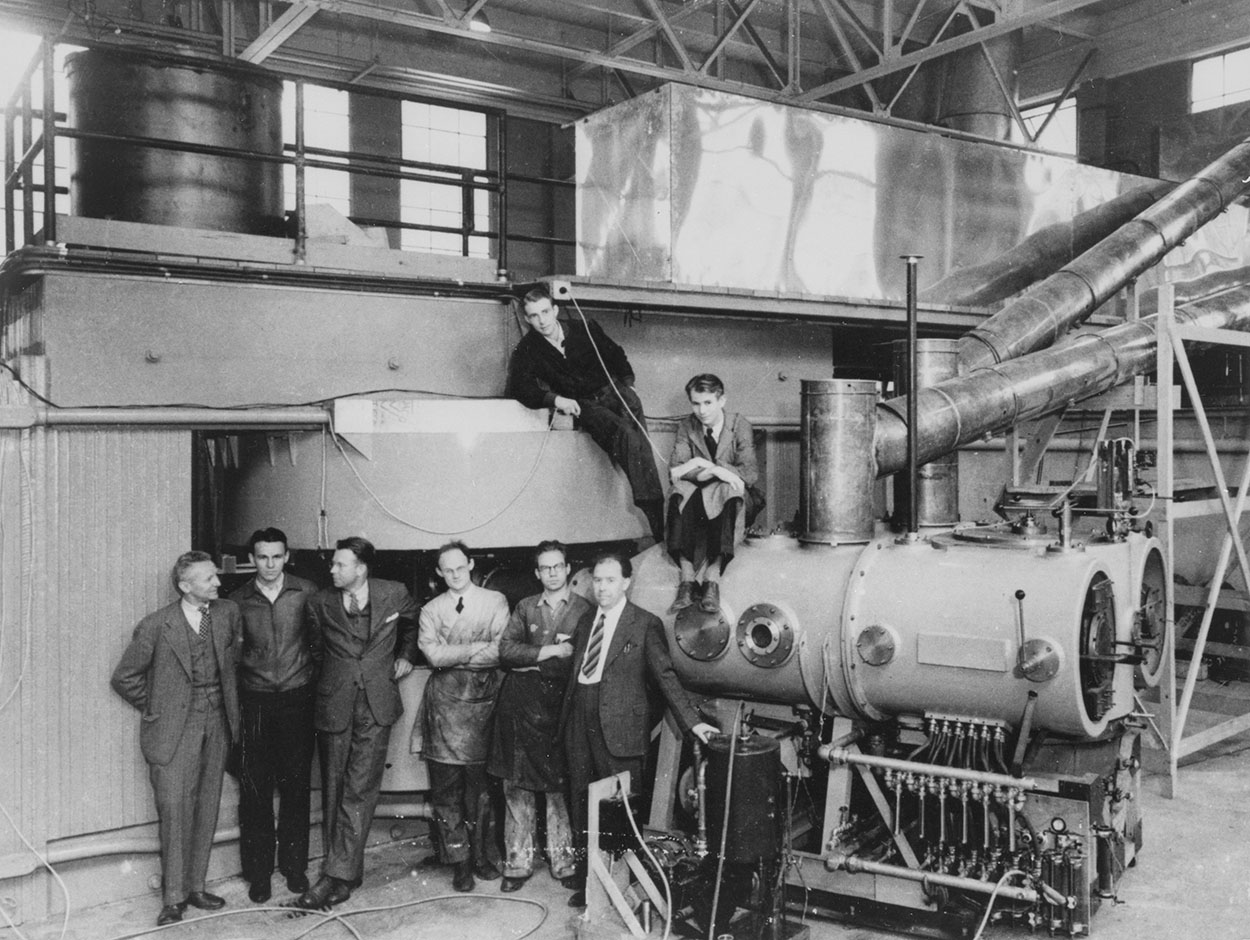
O cíclotron de 60 polegadas (1,52 metros) logo após sua conclusão em 1939. As figuras-chave no seu desenvolvimento e utilização são mostrados, de pé, da esquerda para a direita: D. Cooksey, D. Corson, Lawrence, R. Thornton, J, Backus, W.S. Sainsbury. No fundo estão Luis Walter Alvarez e Edwin McMillan.

Depois que voltou para Berkeley, mobilizou sua equipe a correr meticulosamente atrás dos resultados para reunir provas suficientes para convencer Chadwick. Enquanto isso, no Laboratório Cavendish, Ernest Rutherford e Mark Oliphant descobriram que o deutério se funde para formar o Hélio-3, o que provoca o efeito que os pesquisadores do cíclotron tinham observado. Não só foi Chadwick corrigir na medida em que tinha vindo a observar a contaminação, mas tinham esquecido outra descoberta importante, da fusão nuclear. Lawrence o pressionou com a criação de cíclotrons maiores. O cíclotron de 27 polegadas foi substituído por um de 37 polegadas (93,9 centímetros) em junho de 1937, que por sua vez foi substituído por um cíclotron de 60 polegadas em maio de 1939. Foi usado para bombardear ferro e produziu os seus primeiros isótopos radioativos em junho.
Trabalhando com seu irmão John e Israel Lyon Chaikoff do Departamento de Fisiologia da Universidade da Califórnia, Lawrence apoiou e investigou o uso de isótopos radioativos para fins terapêuticos. O fósforo-32 foi facilmente produzido no cíclotron, e John o usou para curar uma mulher atingida com policitemia vera, uma doença do sangue. John usou fósforo-32 criado no cíclotron de 37 polegadas em 1938, em testes em ratos com leucemia. Descobriu que os fósforos radioativos concentraram-se nas células do câncer de crescimento rápido. Isso, então, levou a testes clínicos em pacientes humanos. Uma avaliação da terapia de 1948 mostrou que ocorreu remissões em determinadas circunstâncias. O físico também esperava pelo uso médico de nêutrons. O primeiro paciente com câncer recebeu a terapia de nêutrons em 20 de novembro. Chaikoff conduziu testes sobre a utilização de isótopos radioativos como marcadores radioativos, para explorar o mecanismo de reações bioquímicas.
Lawrence foi agraciado com o Nobel de Física em novembro de 1939 "pela invenção e desenvolvimento do cíclotron e pelos resultados obtidos com ele, especialmente no que diz respeito a elementos radioativos artificiais". Foi o primeiro em Berkeley, assim como o primeiro cidadão da Dakota do Sul a se tornar um ganhador do prêmio Nobel, e o primeiro a ser tão honrado, enquanto em uma universidade apoiada pelo estado. A cerimônia de premiação foi realizada em 29 de fevereiro de 1940, em Berkeley, Califórnia, devido à Segunda Guerra Mundial, no auditório do Wheeler Hall no campus da universidade. Lawrence recebeu sua medalha de Carl E. Wallerstedt, cônsul-geral da Suécia em São Francisco. Robert Williams Wood escreveu a Lawrence e presencialmente observou "Como você está lançando as bases para a explosão cataclísmica de urânio [...] tenho certeza que o velho Nobel aprovaria."
Em março de 1940, Arthur Holly Compton, Vannevar Bush, James Bryant Conant, Karl Taylor Compton, e Alfred Lee Loomis viajaram para Berkeley para discutir sua proposta para um cíclotron de 184 polegadas com um ímã de 4 500 toneladas que foi orçado em 2,65 milhões de dólares. A Fundação Rockefeller levantou 1,15 milhão dólares para iniciar o projeto.

## Segunda Guerra Mundial e o Projeto Manhattan

### Laboratório de Radiação

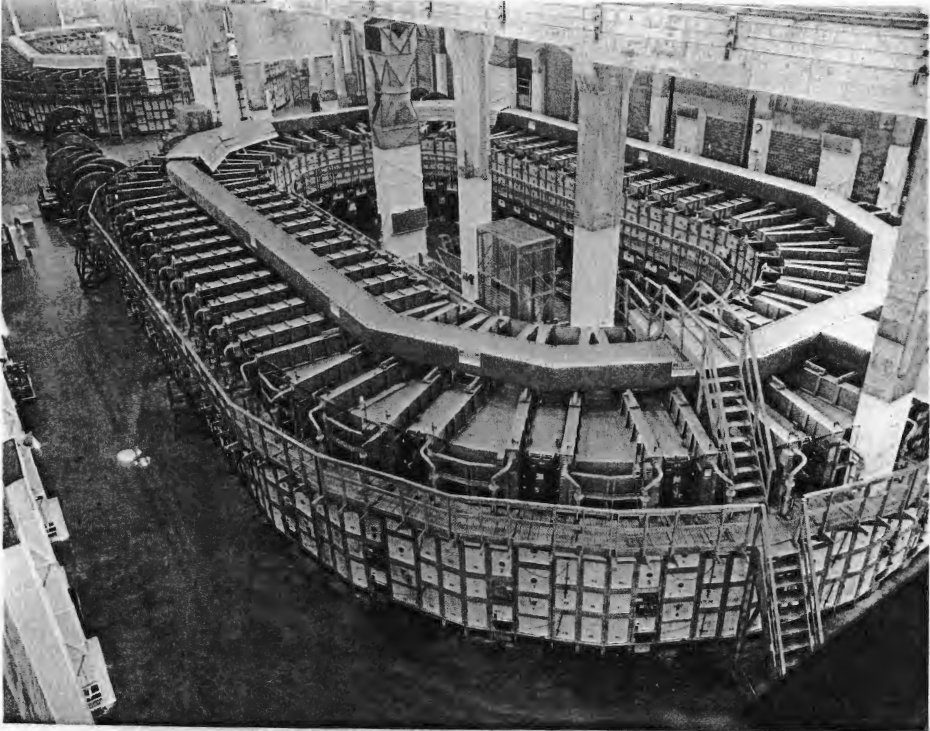
Eletroímã gigante do acelerador Alpha I construído para o enriquecimento de urânio no complexo da Y-12, em Oak Ridge, Tennessee, por volta de 1944 ou 1945. Os calutrons desenvolvidos por Lawrence estão localizados ao redor do anel.

Após a eclosão da Segunda Guerra Mundial na Europa, Lawrence foi atraído para projetos militares. Ajudou a recrutar pessoas para o Laboratório de Radiação do MIT, onde físicos americanos desenvolveram a cavidade do magnetron inventada pela equipe de Oliphant na Grã-Bretanha. O nome do novo laboratório foi deliberadamente copiado do laboratório de Lawrence em Berkeley por razões de segurança. Também se envolveu no recrutamento de pessoal para os laboratórios de som subaquático para desenvolver técnicas para a detecção de submarinos alemães. Enquanto isso, o trabalho continuou em Berkeley com cíclotrons. Em dezembro de 1940, Glenn T. Seaborg e Emilio Segré usou o cíclotron de 60 polegadas (150 centímetros) para bombardear urânio-238 com deutérios produzir um novo elemento, netúnio-238, que decaiu por emissão beta para formar o plutônio-238. A descoberta do plutônio foi mantida em segredo até um ano após o fim da Segunda Guerra Mundial, após a descoberta de que um dos seus isótopos, o plutônio-239, poderia sofrer fissão nuclear de uma forma que poderia ser útil em uma bomba atômica. Lawrence ofereceu a Segrè um emprego como assistente de pesquisa — uma posição relativamente humilde para alguém que tinha descoberto um elemento — por um salário de 300 dólares por mês durante seis meses. No entanto, quando descobriu que Segrè foi legalmente preso na Califórnia, reduziu seu salário para 116 dólares por mês. Embora os dirigentes da Universidade da Califórnia queriam cessar o emprego do cientista italiano devido à sua nacionalidade estrangeira, Lawrence conseguiu mantê-lo após o contratar como professor de tempo parcial pago pela Fundação Rockefeller. Acordos semelhantes foram feitos para reter seus alunos de doutorado Chien-Shiung Wu (uma cidadã chinesa) e Kenneth Ross MacKenzie (um cidadão canadense) quando se formaram.
Em setembro de 1941, Oliphant se reuniu com Lawrence e Oppenheimer, em Berkeley, onde lhe mostrou o local para o novo cíclotron de 184 polegadas (4,7 metros). Oliphant por sua vez, levou os americanos a tarefa de não seguirem as recomendações do Comitê MAUD no Reino Unido, que defendia um programa para desenvolver uma bomba atômica. Lawrence já tinha pensado sobre o problema de separar o isótopo físsil de urânio-235 do urânio-238, um processo hoje conhecido como enriquecimento de urânio. Separar isótopos de urânio foi difícil porque os dois isótopos têm propriedades químicas quase idênticas, e só podem ser separados utilizando gradualmente pequenas diferenças de massa. A separação desses isótopos com um espectrômetro de massa foi uma técnica em que Oliphant foi pioneiro com lítio em 1934. Lawrence começou a converter o seu velho cíclotron de 37 polegadas em um espectrômetro de massa gigante. Em sua recomendação ao diretor do Projeto Manhattan, o brigadeiro-general Leslie R. Groves Jr., Oppenheimer foi nomeado como chefe do Laboratório Nacional Los Alamos.

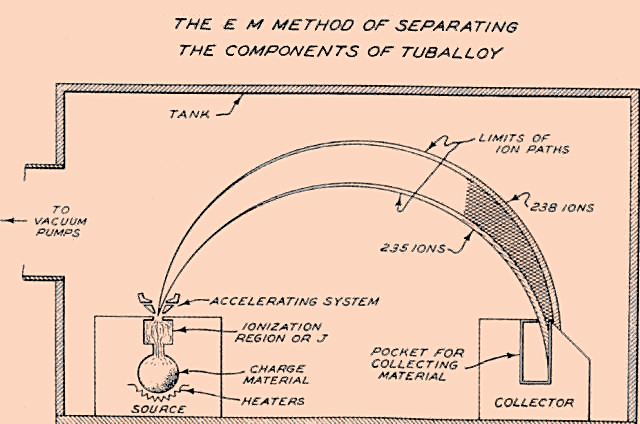
Diagrama esquemático da separação de isótopos de urânio em um calutron.

A separação isotópica eletromagnética foi desenvolvida no Laboratório de Radiação. Usava dispositivos conhecidos como calutrons, um híbrido de dois instrumentos de laboratório, o espectrômetro de massas e o cíclotron. Ela usava dispositivos conhecidos como calutrons, um híbrido de dois instrumentos de laboratório, o espectrômetro de massas e um cíclotron. O nome era um derivado de "cíclotrons universitários da Califórnia". Em novembro de 1943, sua equipe em Berkeley foi reforçada por 29 cientistas britânicos, incluindo Oliphant. No processo electromagnético, um campo magnético defletia partículas carregadas de acordo com a massa. O processo não foi nem cientificamente elegante nem industrialmente eficiente. Em comparação com uma planta de difusão gasosa ou um reator nuclear, uma instalação de separação eletromagnética iria consumir materiais mais escassos, demandaria mais mão de obra para operar, e custaria mais para construir. No entanto, o processo foi aprovado pois era baseado em uma tecnologia comprovada e, portanto, representava menos risco. Além disso, poderia ser construído em etapas, e atingiria rapidamente a capacidade industrial.

### Oak Ridge
A responsabilidade pela concepção e construção da planta de separação electromagnética em Oak Ridge, Tennessee, que veio a ser chamada Y-12, foi atribuída a Stone & Webster. O projeto chamado por cinco unidades de processamento de primeira fase, conhecidos como pistas Alpha, e duas unidades para o processamento final, conhecidas como pistas Beta. Em setembro de 1943, Groves autorizou a construção de mais quatro pistas, conhecidas como Alpha II. Quando a planta foi iniciada para ser testada dentro do cronograma em outubro de 1943, os tanques de vácuo de 14 toneladas se arrastaram para fora do alinhamento por causa do poder dos ímãs, e teve de ser fixado de forma mais segura. Um problema mais grave surgiu quando as bobinas magnéticas começaram a dar curto-circuito. Em dezembro, Groves solicitou que um ímã fosse arrombado, e punhados de ferrugem foram encontradas dentro. Groves, então, pediu que as pistas fossem demolidos e os ímãs enviados de volta para a fábrica para serem limpos. Uma planta de decapagem foi estabelecida no local para limpar os tubos e conexões.

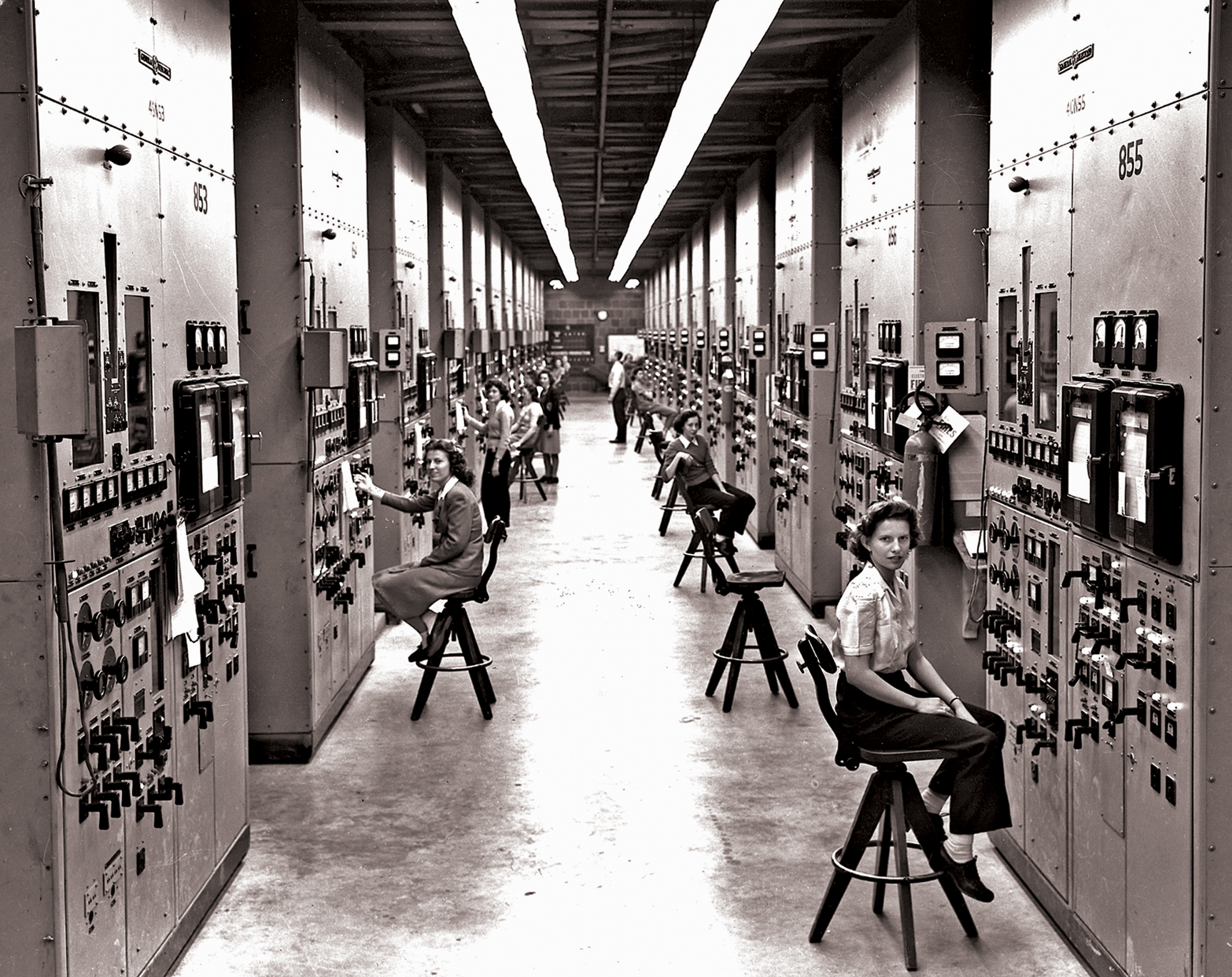
Operadores em seus painéis de controle do calutron na Y-12.

A empresa Tennessee Eastman foi contratada para gerenciar a Y-12. O complexo inicialmente enriqueceu o conteúdo de urânio-235 entre 13% e 15%, e enviou as primeiras cem gramas deste para o Laboratório Nacional Los Alamos em março de 1944. Apenas 1 parte em 5 825 da alimentação de urânio surgiu como produto final. O resto foi espalhado sobre o equipamento no processo. Extenuantes esforços de recuperação ajudaram a elevar a produção da alimentação de urânio-235 para 10% até janeiro de 1945. Em fevereiro as pistas Alpha começaram a receber alimentação levemente enriquecida (1,4%) a partir da nova planta de difusão térmica S-50. No mês seguinte, este recebeu alimentação reforçada (5%) a partir da planta de difusão gasosa K-25. Em abril de 1945, K-25 estava produzindo urânio enriquecido suficiente para alimentar diretamente nas pistas Beta.
Em 16 de julho de 1945, Lawrence observou o teste nuclear Trindade da primeira bomba atômica com Chadwick e Charles Allen Thomas. Poucos estavam tão animados com o seu sucesso como ele. A questão de como usar a arma agora funcional no Japão tornou-se um problema para os cientistas. Embora Oppenheimer favoreceu nenhuma demonstração do poder da nova arma para líderes japoneses, Lawrence sentiu fortemente que uma demonstração seria algo sensato. No entanto, quando uma bomba de urânio foi usada sem aviso prévio, no bombardeio atômico de Hiroshima, Lawrence sentiu grande orgulho em sua realização.
O físico americano esperava que o Projeto Manhattan iria desenvolver calutrons melhorados e construir as pistas Alpha III, mas estes foram considerados inviáveis economicamente. As faixas Alpha foram encerradas em setembro de 1945. Apesar de um desempenho melhor do que nunca, não podiam competir com a K-25 e a nova a K-27, que começou a operar em janeiro de 1946. Em dezembro, a fabrica Y-12 foi fechada, cortando assim a folha de pagamento da Tennessee Eastman de 8 600 para 1 500 e economizando 2 milhões de dólares por mês. Os funcionários efetivos do Laboratório de Radiação caíram de 1086 em maio de 1945 para 424 até o final do ano.

## Carreira pós-guerra

### Big Science
| Ernest Lawrence | "Para a maioria de seus colegas, Lawrence parecia ter quase uma aversão ao pensamento matemático. Tinha uma abordagem intuitiva mais incomum a problemas envolvendo física, e quando explicando novas ideias para ele, rapidamente aprendeu a não obscurecer a questão por escrito estabelecendo a equação diferencial que podia aparecer para esclarecer a situação. Lawrence diria algo no sentido de que não queria ser incomodado pelos detalhes matemáticos, mas "explicar a física do problema para mim." Poderíamos viver próximos a ele durante anos, e pensar que era matematicamente quase analfabeto, mas, em seguida, ser levantado bruscamente para ver quão completamente ele manteve sua habilidade na matemática da eletricidade clássica e magnetismo." | Ernest Lawrence |
| — Luis Alvarez. | |                 |

Depois da guerra, Lawrence fez campanha extensivamente para o patrocínio do governo de grandes programas científicos. Era um defensor vigoroso do Big Science com suas exigências de grandes máquinas e muito dinheiro, e em 1946 pediu ao Projeto Manhattan mais de 2 milhões de dólares para pesquisa no Laboratório de Radiação. Groves aprovou o dinheiro, mas cortou uma série de programas, incluindo a proposta de Seaborg de um laboratório de radiação "quente" na densamente povoada Berkeley, e John Lawrence para a produção de isótopos médicos, pois esta necessidade poderia agora ser melhor atendida a partir de reatores nucleares. Um obstáculo foi a Universidade da Califórnia, que estava ansiosa para alienar as suas obrigações militares em tempo de guerra. Lawrence e Groves conseguiram convencer Sproul a aceitar uma prorrogação de contrato. Em 1946, o Projeto Manhattan gastou 7 dólares em física na Universidade da Califórnia, para cada dólar gasto pela Universidade.
O cíclotron de 184 polegadas foi concluído com dinheiro do Projeto Manhattan em tempo de guerra. Incorporou novas ideias de Ed McMillan, e foi concluído como um síncrotron. Começou a operar em 13 de novembro de 1946. Pela primeira vez desde 1935, Lawrence participou ativamente nos experimentos, trabalhando, sem sucesso, com Eugene Gardner em uma tentativa de criar mésons pi recentemente descobertos com o síncrotron. César Lattes, em seguida, usou o aparelho que haviam criado para encontrar mésons pi negativos em 1948.
A responsabilidade pelos laboratórios nacionais foi passada para a recém-criada Comissão de Energia Atômica (Atomic Energy Commission — AEC) em 1° de janeiro de 1947. Naquele ano, o físico pediu 15 milhões de dólares para seus projetos, que incluíram um novo acelerador linear e um novo síncrotron de giga elétron-volts que se tornou conhecido como bevatron. O contrato da Universidade da Califórnia para manter o laboratório de Los Alamos deveria expirar em 1° de julho de 1948, e alguns membros do conselho quiseram alienar a universidade da responsabilidade por encontrar um local fora da Califórnia. Depois de alguma negociação, a universidade concordou em prorrogar o contrato para o que hoje é o Laboratório Nacional Los Alamos por mais quatro anos, e nomear Norris Bradbury, que havia substituído Oppenheimer como seu diretor em outubro de 1945, como professor. Logo depois, Lawrence recebeu todos os fundos que tinha solicitado.

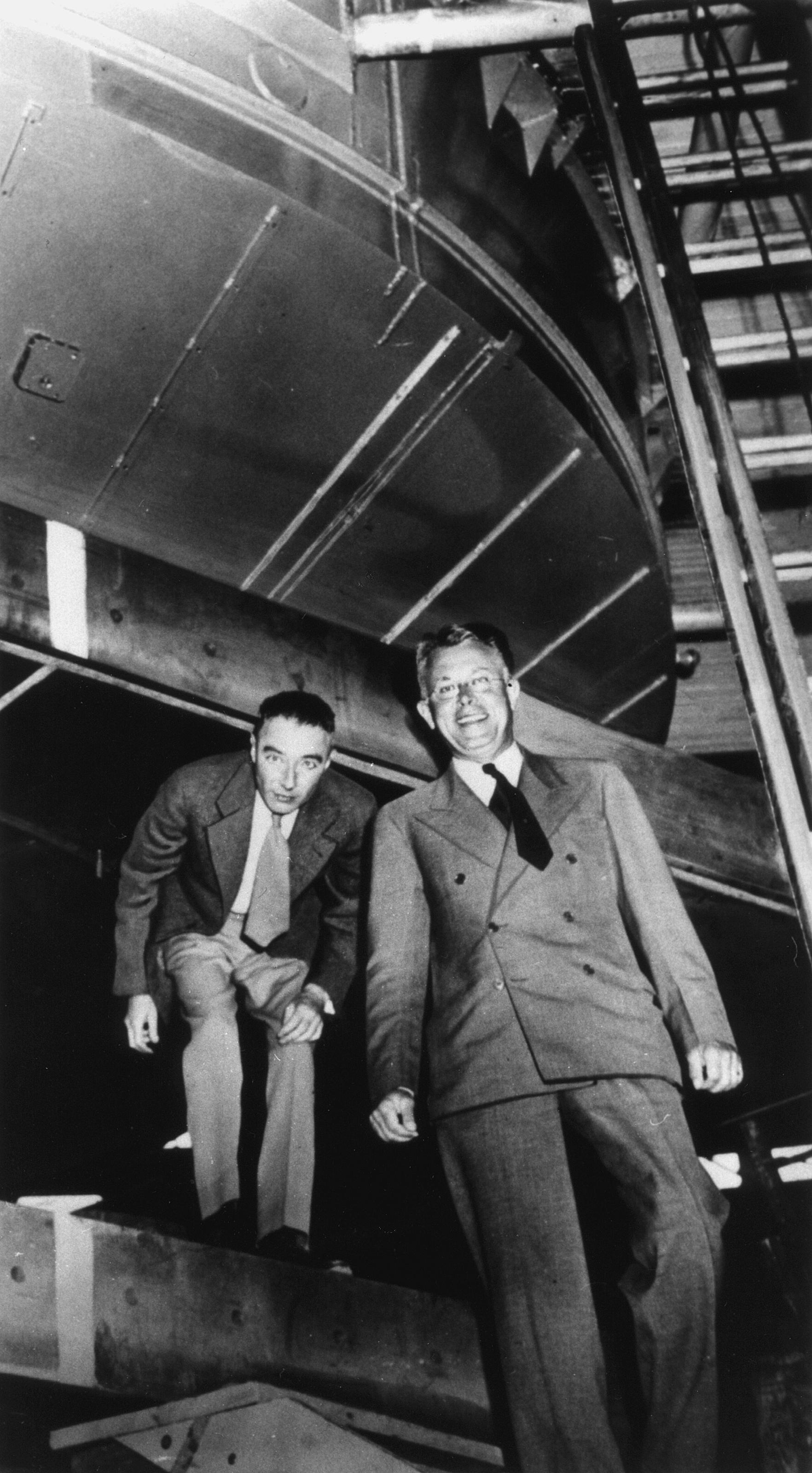
Lawrence (direita) com Robert Oppenheimer no cíclotron de 184 polegadas.

Não obstante o fato de que votou em Franklin Delano Roosevelt, Lawrence era um republicano, que tinha fortemente reprovado os esforços de Oppenheimer antes da guerra sindicalizar os trabalhadores do Laboratório de Radiação, que Lawrence considerava como "atividades errantes de esquerda". No clima frígido da Guerra Fria, da Universidade da Califórnia no pós-guerra, o físico foi forçado a defender os membros da equipe do Laboratório de Radiação, como Robert Serber, que foram investigados pelo Conselho Pessoal de Segurança da Universidade. Lawrence barrou o irmão de Robert Oppenheimer, o também físico Frank, do Laboratório de Radiação, prejudicando seu relacionamento com seu amigo. Uma campanha de juramento de fidelidade amarga afastou os membros do corpo docente.

### Armas termonucleares
Lawrence ficou alarmado com primeiro teste nuclear da União Soviética em agosto de 1949. A resposta adequada, concluiu, era um esforço máximo para construir uma arma nuclear maior: a bomba de hidrogênio. O cientista propôs a utilização de aceleradores em vez de reatores nucleares para produzir os nêutrons necessários para criar o trítio da bomba requerida, assim como o plutônio, que era mais difícil, já que energias muito mais elevadas seriam necessárias. Propôs pela primeira vez a construção de Mark I, o protótipo de um acelerador linear de 25 MeV no valor de 7 milhões de dólares, com o codinome Materials Test Accelerator (MTA). Logo estava falando sobre um novo MTA ainda maior conhecido como o Mark II, que poderia produzir trítio ou plutônio do urânio-238 empobrecido. Serber e Segré tentaram, em vão, explicar os problemas técnicos que o tornaria impraticável, mas Lawrence sentiu que estavam sendo antipatrióticos.
Apoiou fortemente a campanha de Edward Teller por um segundo laboratório de armas nucleares, no qual propôs que fosse localizado junto ao MTA Mark I em Livermore, Califórnia. Lawrence e Teller tinham que defender o seu caso, não só com a Comissão de Energia Atômica, que não queria que ele, e o Laboratório Nacional Los Alamos, que estavam implacavelmente opostos, mas com os proponentes que sentiram que Chicago era o local mais óbvio para ele. O novo laboratório em Livermore foi finalmente aprovado em 17 de julho de 1952, mas o MTA Mark II foi cancelado. Por esta altura, a Comissão de Energia Atômica havia passado 45 milhões de dólares ao Mark I, que tinha começado a operação, mas foi principalmente utilizado para produzir polônio para o programa de armas nucleares. Enquanto isso, o cosmotron do Laboratório Nacional de Brookhaven tinha gerado um feixe de 1 GeV.

### Morte e legado
Além do prêmio Nobel, Lawrence recebeu a Medalha Elliott Cresson e a Medalha Hughes em 1937, o Prêmio Comstock de Física em 1938, a Medalha e Prêmio Duddell em 1940, a Medalha Holley em 1942, a Medalha de Mérito em 1946, o Prêmio William Procter em 1951, a Medalha Faraday em 1952, e o Prêmio Enrico Fermi da Comissão de Energia Atômica, em 1957. Foi feito um Oficial da Legião de Honra em 1948, e foi o primeiro a receber o Prêmio Sylvanus Thayer pela Academia Militar dos Estados Unidos em 1958.
Em julho de 1958, o presidente Dwight D. Eisenhower pediu que Lawrence viajasse para Genebra, na Suíça, para ajudar a negociar o Tratado de Interdição Parcial de Ensaios Nucleares proposto com a União Soviética. O presidente da AEC Lewis Strauss tinha pressionado para a inclusão do físico. Os dois já tinham discutido o caso sobre o desenvolvimento da bomba de hidrogênio, e Strauss tinha ajudado a arrecadar fundos para o cícloton de Lawrence em 1939. Strauss fez questão de tê-lo como parte da delegação de Genebra porque era conhecido por favorecer a continuação dos testes nucleares. Apesar de sofrer de um grave surto de colite ulcerosa crônica, decidiu ir, mas ficou doente enquanto em Genebra, e foi levado às pressas para o hospital da Universidade Stanford. Os cirurgiões removeram grande parte de seu intestino grosso, mas não encontraram outros problemas, incluindo aterosclerose grave em uma de suas artérias. Morreu no Palo Alto Hospital em 27 de agosto de 1958. Sua esposa Molly não queria um funeral público, mas concordou com um serviço funerário na Primeira Igreja Congregacionalista em Berkeley. O presidente da Universidade da Califórnia Clark Kerr emitiu o elogio fúnebre.
Apenas 23 dias depois de sua morte, os Regentes da Universidade da Califórnia votaram por mudar o nome de dois dos locais de pesquisa nuclear da universidade em sua homenagem: o Laboratório Nacional de Lawrence Livermore e o Laboratório Nacional de Lawrence Berkeley. O Prêmio Ernest Orlando Lawrence foi criado em sua memória em 1959. O elemento químico de número 103, descoberto no Laboratório Nacional de Lawrence Berkeley, em 1961, foi nomeado laurêncio após ele. Em 1968, o centro de educação cientifica pública Lawrence Hall of Science foi criado em sua homenagem. Seus trabalhos estão na Biblioteca de Bancroft na Universidade da Califórnia, em Berkeley. Na década de 1980, a viúva de Lawrence pediu ao Conselho de Regentes da Universidade da Califórnia em várias ocasiões para remover o nome de seu marido do laboratório Livermore, devido ao seu foco em armas nucleares. Ela sobreviveu sem seu marido por mais de 44 anos e morreu em Walnut Creek com 92 anos de idade em 6 de janeiro de 2003. George Kauffman escreveu que:
Antes dele, a "pequena ciência" foi mantida em grande parte por indivíduos solitários que trabalhavam com meios modestos em pequena escala. Depois dele, a massiva industrial, e especialmente governamental, as despesas de mão de obra e de financiamento monetário fizeram a "grande ciência", mantida por equipes de investigação em grande escala, um segmento importante da economia nacional.